# Alebra wahlbergi
Alebra wahlbergi is een cicade behorend tot de familie dwergcicaden (Cicadellidae). 

## Naam en indeling
De wetenschappelijke naam van de soort werd voor het eerst voorgesteld door Carl Henrik Boheman in 1845. Oorspronkelijk werd de wetenschappelijke naam Typhlocyba wahlbergi gebruikt.

## Kenmerken
Alebra wahlbergi bereikt een lichaamslengte van 3,5 tot 4,5 millimeter. Het abdomen heeft een lichte kleur aan de bovenzijde, de sporen aan de schenen hebben lichte kleur, donkere vlekken aan de basis ontbreken.
De cicade lijkt sterk op de verwante soort Alebra coryli die wordt geassocieerd met hazelaar en een langere vertex heeft.

## Levenswijze
Het is een polyfage soort die voorkomt op diverse soorten planten. De cicade overwintert als ei. Larven en imagines leven vrij op de bladeren. Imago's komen voor van juli tot september. 

## Waardplanten
Hij komt voor op:
- Acer campestre (Spaanse aak)
- Acer platanoides (Noorse esdoorn)
- Acer pseudoplatanus (Gewone esdoorn)
- Aesculus (Paardenkastanje)
- Betula (Berk)
- Carpinus betulus (Haagbeuk)
- Castanea sativa (Tamme kastanje)
- Populus nigra (Zwarte populier)
- Prunus
- Sorbus aria (Meelbes)
- Tilia cordata (Meelbes)
- Ulmus glabra (Ruwe iep)
- Ulmus minor (Gladde iep)
- Ulmus ×hollandica (Hollandse iep)

## Verspreiding
Alebra wahlbergi komt voor in Europa en Noord-Amerika.